# Leri Chabelov
Leri Chabelov, född den 5 juli 1964 i Tbilisi, Georgiska SSR, Sovjetunionen, är en rysk brottare.
Chabelov tog OS-silver i tungviktsbrottning i fristil 1988 i Seoul och OS-guld i samma viktklass 1992 i Barcelona. 